# 1312
1312 (MCCCXII) var ett skottår som började en lördag i den julianska kalendern.

## Händelser

### April
- April – Påve Clemens V upplöser Tempelherreorden.[1]

### Okänt datum
- De svenska hertigarna Erik och Valdemar Magnusson gifter sig med varsin norsk prinsessa, som båda heter Ingeborg. Eriks brud har efternamnet Håkansdotter, då hon är dotter till den regerande norske kungen Håkon Magnusson, medan Valdemars heter Eriksdotter, då hon är dotter till Håkons far och föregångare på tronen Erik Prästhatare (och alltså är syster till Håkon). I samband med detta dubbelbröllop översätts eposet Eufemiavisorna till svenska.

## Födda
- 13 november – Edvard III, kung av England och herre över Irland 1327–1377.
- Agnes Randolph, skotsk grevinna, känd som Dunbars försvarare.

## Avlidna
- Maj – Eufemia, drottning av Norge sedan 1299, gift med Håkon Magnusson.
- 19 juni – Piers Gaveston, engelsk soldatson, Edvard II av Englands gunstling.
- 6 november – Kristina av Stommeln, medeltida mystiker som korresponderade med Petrus de Dacia.
- Eschive av Beirut, regent.

### Fotnoter
1. ↑  Friday The 13th And The Knights Templar (for Dummies) Arkiverad 14 oktober 2008 hämtat från the Wayback Machine.